# Laaser Höhe (Niedere Tauern)
Die Laaser Höhe ist ein Seitenkamm im Massiv der Stolzalpe (1817 m ü. A.) der Niederen Tauern im Oberen Murtal, Steiermark.

## Lage und Landschaft
Die Laaser Höhe liegt südöstlich der Stolzalpe, die sich von Murau (Bezirk Murau) zwischen Murtal und Katschtal erhebt. Sie wird zu den Schladminger Tauern – einem Ost-West-Abschnitt der Niederen Tauern – oder zu den Murbergen – dem murtalseitig vorgelagerten Bergzug – gerechnet.
Die Laaser Höhe liegt über Triebendorf, Katsch an der Mur und Althofen. Sie bildet den Südostkamm der Stolzalpe, zwischen Mur im Süden und Laasenbach im Norden. Sie ist ein etwa 2½ Kilometer langer, weitgehend ebener Rücken, der sich von der Anhöhe Hasenstein (ca. 1550 m) ostwärts bis zum Hauptgipfel (1442 m ü. A.) erstreckt. Gegen das Murtal fällt sie recht jäh über 700 Höhenmeter ab. Hier liegen die Häuser Murberg von Murau-Triebendorf. Die Nordflanke ist ebenso steil, aber der obere Laaserbach liegt nur um die 300 Meter unterhalb. Die Häuser Laasen, nach denen der Grat heißt, liegen dort am gegenüberliegenden Hang. Die Kammlinie bildet die Gemeindegrenze zwischen Murau im Süden und St. Peter am Kammersberg. Nach Osten senkt sie sich über die Katscher Häuser Göglburg und Priel zum unteren Katschtal. Im Murtal liegt dort Lanken.